# Lista de deputados estaduais do Rio Grande do Sul da 23.ª legislatura
Esta é uma lista de deputados da 23ª Legislatura da Assembleia legislativa do Rio Grande do Sul, que assumiram em 1897, com mandatos até 1901:
|    | Nome                                   | Partido |
| 1  | Gervásio Alves Pereira                 |         |
| 2  | Antônio Pedro Caminha                  |         |
| 3  | José Gonçalves de Almeida              |         |
| 4  | Luís Englert                           |         |
| 5  | Luís Soares dos Santos                 |         |
| 6  | Fábio Barreto Leite                    |         |
| 7  | Germano Hasslocher                     | PRR     |
| 8  | Alcides de Freitas Cruz                |         |
| 9  | Ildefonso Simões Lopes                 |         |
| 10 | Manuel Teófilo Barreto Viana           |         |
| 11 | Antônio Soares de Barcelos             |         |
| 12 | Jacob Kroeff Filho                     |         |
| 13 | Manuel Py                              |         |
| 14 | Evaristo Teixeira do Amaral Júnior     |         |
| 15 | Joaquim Tomás dos Santos e Silva Filho |         |
| 16 | Antônio Antunes de Araújo              |         |
| 17 | Francisco de Oliveira das Neves        |         |
| 18 | Gervásio Lucas Annes                   |         |
| 19 | José Bento Porto                       |         |
| 20 | Antônio Carlos Chachá Pereira          |         |
| 21 | Artur Homem de Carvalho                |         |
| 22 | Diogo Fernandes Álvares Fortuna        |         |
| 23 | Adolfo Martins de Meneses              |         |
| 24 | Luís Carlos Massot                     |         |
| 25 | Eduardo Enedino Gomes                  |         |
| 26 | Frederico Bastos                       |         |
| 27 | Vasco Pinto Bandeira Filho             |         |
| 28 | Alencastro Carneiro da Fontoura        |         |
| 29 | Pedro Afonso Mibielli                  | PRR     |